# كي إس آي
أولاجدي أولِيّنكا وليامز «جاي جاي» أولاتونجي (من مواليد 19 يونيو 1993)، والمعروف باسم كي إس آي (بالإنجليزية: KSI) هو يوتيوبر ومغني راب إنجليزي. هو عضو وأحد مؤسسي مجموعة اليوتيوب البريطانية المعروفة باسم سايدمن. كما أنه شريك في ملكية مشروبات برايم هايدريشن (Prime Hydration)، إكس آي إكس فودكا (XIX Vodka)، وسلسلة مطاعم معروفة باسم سايدز (Sides).
سجل كي إس آي حسابه الرئيسي على يوتيوب في عام 2009 وأنشأ مقاطع فيديو على سلسلة ألعاب الفيديو، فيفا. تنوع المحتوى الخاص به على اليوتيوب لتشمل مقاطع فيديو مدونات فيديو وأسلوب كوميدي. اعتبارًا من مارس 2021، لديه أكثر من 34 مليون مشترك وأكثر من 8 مليارات مشاهدة فيديو عبر قنواته الثلاث على يوتيوب.
ألبوم استوديو كي إس آي الأول لعام 2020، دسميولايشن، ظهر لأول مرة في المرتبة الثانية على مخطط ألبومات المملكة المتحدة. ظهر ألبومه الثاني في الاستوديو، أول أوفر ذا بليس، في المرتبة الأولى. لقد حققت أربعة عشر أغنية من أغانيه في الدخول إلى أعلى 40 أغنية فردية على مخطط الأغاني المنفردة في المملكة المتحدة، انتهى المطاف بسبعة منهم في المراكز العشرة الأولى وخمسة منهم في المراكز الخمسة الأولى. ظهر كي إس آي في الفيلم الكوميدي البريطاني لَيّد إن أميريكا (2016)، وكان موضوع كي إس آي: كانت لوز (2018)، وهو فيلم وثائقي بعد التحضير لأول لمعركة ملاكمة للهواة ضد اليوتيوبر البريطاني جو ويلر (Joe Weller). شارك في حدثين آخرين في الملاكمة ضد اليوتيوبر الأمريكي لوغان بول، حيث كانت الملاكمة الثانية احترافية.

## حياة شخصية

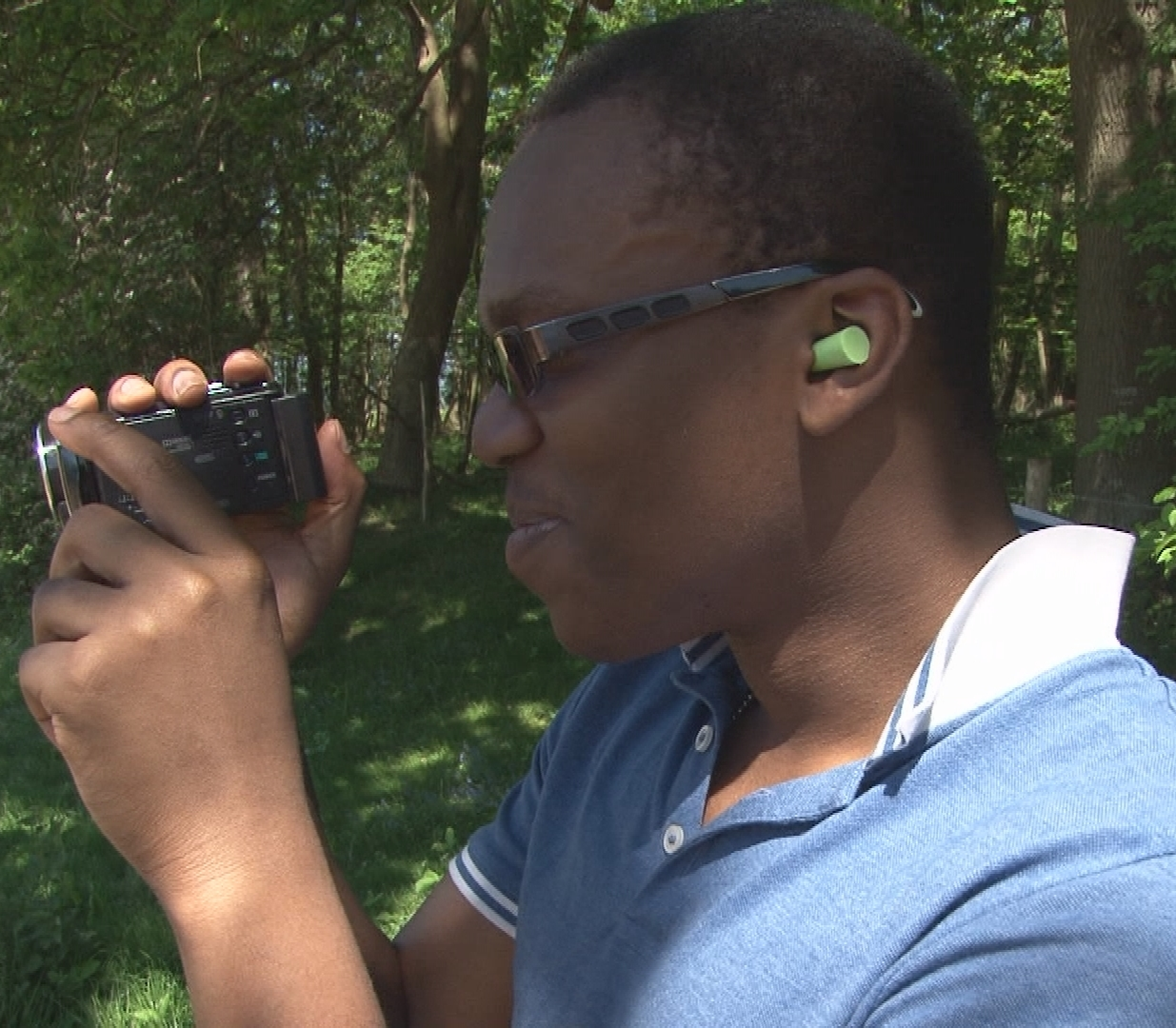
كي إس آي يذهب للتصوير

ولد في 19 يونيو 1993. والده، جايد، من إبادان، نيجيريا، ووالدته، ينكا، من إزلنغتون، لندن. نشأ في واتفورد، هيرتفوردشاير، تلقى تعليمه في مدرسة بيرخامستد في بيرخامستيد، حيث التقى بالمتعاون المستقبلي وعضو سايدمن سايمون مينتر. كي إس آي هو أحد مشجعي نادي أرسنال.
شقيق كي إس آي الأصغر، دجي، هو أيضًا يوتيوبر. احتل الأخوان المرتبة الأولى والثانية على التوالي باعتبارهما «أكثر منشئي محتوى يوتيوب تأثيرًا في المملكة المتحدة» من قبل توبيولر لابز في عام 2015.

### دخل وثروة
ذكرت مجلة فوربس أن كي إس آي تم التعاقد معه لكسب مبلغ لا يقل عن 900 ألف دولار من معركته الثانية ضد لوغان بول في عام 2019.
في عام 2020، قدرت صحيفة صنداي تايمز أرباح كي إس آي بـ 12 مليون جنيه إسترليني في السنة، وبعد عام، اعتقدوا أن أرباحه المقدرة ارتفعت بمقدار 13 مليون جنيه إسترليني أخرى.

### عمل خيري
في عام 2015، تبرع كي إس آي بمبلغ 10,000 دولار لبث خيري عبر الإنترنت قام به اليوتيوبر كاسترو 1021 (Castro1021)، وشارك في حدث ريس أغنست سلايم (Race Against Slime)، وجمع الأموال لمنظمة سبيشل إفكت، وهي مؤسسة تطور تكنولوجيا لمساعدة الأشخاص ذوي الإعاقات الجسدية على لعب ألعاب الفيديو. بين عامي 2016 و 2018، استضاف كي إس آي وبقية أعضاء سايدمن وشاركوا في ثلاث أحداث خيرية لكرة القدم، وجمعوا ما يقرب من 400,000 جنيه إسترليني للعديد من المؤسسات الخيرية، بما في ذلك مؤسسة سينتس فاونديشن، تشايلدلاين، يونغ مايندز، وتشارلتون أثلتيك كميونتي ترست. في 8 مايو 2020، ساعد كي إس آي في بنك طعام لدعم حملة ذا إندبندنت، هيلب ذا هنغري. في 18 ديسمبر 2020، أعد كي إس آي وجبات الطعام لدعم حملة إيفيننغ ستاندرد فود فور لندن. تبرع كي إس آي بمبلغ 10,000 جنيه إسترليني لجمعية تبرعات راديو بي بي سي 1، «لول-أ-ثون» (Lol-a-thon) من أجل كوميك ريليف في 11 مارس 2021. في 30 مارس 2021، تم الإعلان عن توقيع كي إس آي على خطاب مفتوح، كتبه ليني هنري، لحث البريطانيين السود على أخذ لقاح كوفيد-19.

## ديسكغرفيا

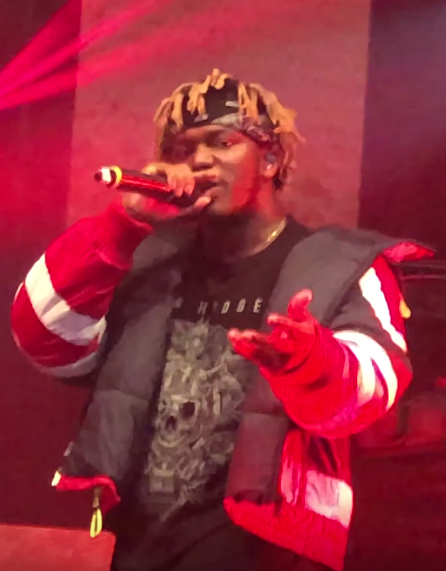
كي إس آي يؤدي في عام 2019 في جولة نيو أيج

ألبومات الاستوديو
- دسميولايشن (2020)
- أول أوفر ذا بليس (2021)

ألبومات تعاونية
- نيو أيج (مع راندولف) (2019)

## جولات
- جولة جمب أراوند (2016)[24]
- جولة نيو أيج (2019)[25]
- جولة أول أوفر ذا بليس (2021–2022)[26]

## وصلات خارجية
- قناة KSIOlajidebt  على يوتيوب
- قناة KSIOlajidebtHD  على يوتيوب
- كيه أس آي على موقع IMDb (الإنجليزية)
- كيه أس آي على موقع روتن توميتوز (الإنجليزية)
- كيه أس آي على موقع ميوزك برينز (الإنجليزية)
- كيه أس آي على موقع أول ميوزيك (الإنجليزية)
- كيه أس آي على موقع ديسكوغز (الإنجليزية)
- كيه أس آي على موقع قاعدة بيانات الفيلم (الإنجليزية)